# 800 mètres masculin aux championnats du monde d'athlétisme 2019
Pour un article plus général, voir Championnats du monde d'athlétisme 2019.
Navigation
Londres 2017 Eugene 2022
L'épreuve du 800 mètres masculin des championnats du monde de 2019 se déroule les 28, 29 septembre et 1er octobre 2019 dans le Khalifa International Stadium, au Qatar.

## Résultats

### Finale
| Rang               | Couloir | Athlète                   | Nationalité        | Temps   | Notes  |
| ------------------ | ------- | ------------------------- | ------------------ | ------- | ------ |
| Médaille d'or      | 4       | Donavan Brazier           | États-Unis         | 1:42.34 | CR, AR |
| Médaille d'argent  | 5       | Amel Tuka                 | Bosnie-Herzégovine | 1:43.47 | SB     |
| Médaille de bronze | 7       | Ferguson Cheruiyot Rotich | Kenya              | 1:43.82 |        |
| 4                  | 2       | Bryce Hoppel              | États-Unis         | 1:44.25 | PB     |
| 5                  | 6       | Wesley Vázquez            | Porto Rico         | 1:44.48 |        |
| 6                  | 3       | Adrián Ben                | Espagne            | 1:45.58 |        |
| 7                  | 8       | Marco Arop                | Canada             | 1:45.78 |        |
| 8                  | 9       | Clayton Murphy            | États-Unis         | 1:47.84 |        |

### Demi-finales
Les deux premiers de chaque série (Q) et les deux meilleurs temps (q) se qualifient pour la finale.
| Rang | Série | Nom                       | Nationalité        | Temps   | Notes |
| ---- | ----- | ------------------------- | ------------------ | ------- | ----- |
| 1    | 1     | Wesley Vázquez            | Porto Rico         | 1:43.96 | Q     |
| 2    | 1     | Ferguson Cheruiyot Rotich | Kenya              | 1:44.20 | Q     |
| 3    | 1     | Clayton Murphy            | États-Unis         | 1:44.48 | q     |
| 4    | 2     | Donavan Brazier           | États-Unis         | 1:44.87 | Q     |
| 5    | 1     | Adrián Ben                | Espagne            | 1:44.97 | q, PB |
| 6    | 2     | Marco Arop                | Canada             | 1:45.07 | Q     |
| 7    | 1     | Elliot Giles              | Royaume-Uni        | 1:45.15 |       |
| 8    | 2     | Emmanuel Korir            | Kenya              | 1:45.19 |       |
| 9    | 1     | Adam Kszczot              | Pologne            | 1:45.22 |       |
| 10   | 2     | Brannon Kidder            | États-Unis         | 1:45.62 |       |
| 11   | 3     | Amel Tuka                 | Bosnie-Herzégovine | 1:45.63 | Q     |
| 12   | 2     | Mostafa Smaili            | Maroc              | 1:45.78 |       |
| 13   | 1     | Abdessalem Ayouni         | Tunisie            | 1:45.80 |       |
| 14   | 3     | Bryce Hoppel              | États-Unis         | 1:45.95 | Q     |
| 15   | 2     | Tshepo Tshite             | Afrique du Sud     | 1:46.08 |       |
| 16   | 3     | Álvaro de Arriba          | Espagne            | 1:46.09 |       |
| 17   | 2     | Yassine Hathat            | Algérie            | 1:46.15 |       |
| 18   | 3     | Brandon McBride           | Canada             | 1:46.21 |       |
| 19   | 3     | Kyle Langford             | Royaume-Uni        | 1:46.41 |       |
| 20   | 3     | Ngeno Kipngetich          | Kenya              | 1:46.61 |       |
| 21   | 1     | Abubaker Haydar Abdalla   | Qatar              | 1:46.87 |       |
| 22   | 3     | Pierre-Ambroise Bosse     | France             | 1:47.60 |       |
| 23   | 2     | Jamie Webb                | Royaume-Uni        | 1:48.44 |       |
|      | 3     | Oussama Nabil             | Maroc              | DQ      |       |

### Séries
Les trois premiers de chaque séries (Q) et les six meilleurs temps (q) se qualifient pour les demi-finales.
| Rang | Série      | Nom                        | Nationalité        | Temps   | Notes |
| ---- | ---------- | -------------------------- | ------------------ | ------- | ----- |
| 1    | 5          | Emmanuel Korir             | Kenya              | 1:45.16 | Q     |
| 2    | 5          | Mostafa Smaili             | Maroc              | 1:45.27 | Q     |
| 3    | 5          | Wesley Vázquez             | Porto Rico         | 1:45.47 | Q     |
| 4    | 6          | Elliot Giles               | Royaume-Uni        | 1:45.53 | Q     |
| 5    | 6          | Clayton Murphy             | États-Unis         | 1:45.62 | Q     |
| 6    | 6          | Amel Tuka                  | Bosnie-Herzégovine | 1:45.62 | Q     |
| 7    | 6          | Álvaro de Arriba           | Espagne            | 1:45.67 | q     |
| 7    | 5          | Yassine Hathat             | Algérie            | 1:45.67 | q     |
| 9    | 3          | Brandon McBride            | Canada             | 1:45.96 | Q     |
| 10   | 4          | Ferguson Cheruiyot Rotich  | Kenya              | 1:45.98 | Q     |
| 11   | 4          | Bryce Hoppel               | États-Unis         | 1:46.01 | Q     |
| 12   | 1          | Donavan Brazier            | États-Unis         | 1:46.04 | Q     |
| 13   | 2          | Ngeno Kipngetich           | Kenya              | 1:46.07 | Q     |
| 14   | 4          | Abdessalem Ayouni          | Tunisie            | 1:46.09 | Q     |
| 15   | 3          | Abubaker Haydar Abdalla    | Qatar              | 1:46.11 | Q     |
| 16   | 1          | Marco Arop                 | Canada             | 1:46.12 | Q     |
| 17   | 2          | Adrián Ben                 | Espagne            | 1:46.12 | Q     |
| 18   | 3          | Pierre-Ambroise Bosse      | France             | 1:46.14 | Q     |
| 18   | 5          | Kyle Langford              | Royaume-Uni        | 1:46.14 | q     |
| 20   | 4          | Oussama Nabil              | Maroc              | 1:46.17 | q     |
| 21   | 4          | Adam Kszczot               | Pologne            | 1:46.20 | q     |
| 22   | 2          | Jamie Webb                 | Royaume-Uni        | 1:46.23 | Q     |
| 23   | 2          | Brannon Kidder             | États-Unis         | 1:46.29 | q     |
| 24   | 2          | Jamal Hairane              | Qatar              | 1:46.40 |       |
| 25   | 4          | Mohamed Belbachir          | Algérie            | 1:46.52 |       |
| 26   | 1          | Tshepo Tshite              | Afrique du Sud     | 1:46.54 | Q     |
| 27   | 3          | Mouad Zahafi               | Maroc              | 1:46.56 |       |
| 28   | 1          | Andreas Kramer             | Suède              | 1:46.74 |       |
| 29   | 6          | Andrés Arroyo              | Porto Rico         | 1:46.75 |       |
| 30   | 1          | Lucirio Antonio Garrido    | Venezuela          | 1:46.89 |       |
| 31   | 3          | Peter Bol                  | Australie          | 1:46.92 |       |
| 32   | 4          | Mark English               | Irlande            | 1:47.25 |       |
| 33   | 2          | Marc Reuther               | Allemagne          | 1:47.31 |       |
| 34   | 6          | Edose Ibadin               | Nigeria            | 1:47.91 |       |
| 35   | 6          | Musa Hajdari               | Kosovo             | 1:47.98 |       |
| 36   | 5          | Quamel Prince              | Guyana             | 1:48.41 |       |
| 37   | 3          | Pol Moya                   | Andorre            | 1:48.52 |       |
| 38   | 1          | Mariano García             | Espagne            | 1:49.08 |       |
| 39   | 1          | Luke Mathews               | Australie          | 1:50.16 |       |
| 40   | 5          | Mohammed Al-Suleimani      | Oman               | 1:50.91 | PB    |
| 41   | 5          | Benjamín Enzema            | Guinée équatoriale | 1:51.69 | SB    |
| 42   | 3          | Ryan Sánchez               | Porto Rico         | 1:54.46 |       |
| 43   | 1          | Zaw Min Min                | Birmanie           | 1:56.85 | SB    |
| 44   | 3          | Roberto Belo Amaral Soares | Timor oriental     | 2:02.43 |       |
|      | 6          | Samer Al-Johar             | Jordanie           | DQ      |       |
| 2    | Nijel Amos | Botswana                   | DNS                | DNS     |       |

## Légende
Records et Performances
- AR : Record continental (area record)
- CR : Record des championnats (championship record)
- MR : Record du meeting (meet record)
- NR : Record national (national record)
- OR : Record olympique (olympic record)
- PR : Record paralympique (paralympic record)
- PB : Record personnel (personal best)
- SB : Meilleure performance personnelle de la saison (season's best)
- WL : Meilleure performance mondiale de l'année (world leader)
- WJR : Record du monde junior (world junior record)
- WR : Record du monde (world record)

Circonstances et Conditions
- DNF : N'a pas terminé (did not finish)
- DNS : N'a pas pris le départ (did not start)
- DQ : Disqualification (disqualification)
- NM : Aucun essai valable enregistré (No Mark)
- Q : Qualifié « directement » au prochain tour (ou à la prochaine compétition), lors d'une compétition majeure, grâce au classement ou à la réalisation des minima (automatic qualifier)
- q : Qualifié au prochain tour (ou à la prochaine compétition), lors d'une compétition majeure, grâce au repêchage ou à la réalisation de l'une des meilleures performances parmi celles des « non qualifiés directement » (grâce au meilleur temps ou à la meilleure distance par exemple) (secondary qualifier)